# Estonia ai Giochi della IX Olimpiade
L'Estonia partecipò ai Giochi della IX Olimpiade, svoltisi ad Amsterdam, Paesi Bassi, dal 28 luglio al 12 agosto 1928,  
con una delegazione di 20 atleti impegnati in 5 discipline,
aggiudicandosi 2 medaglie d'oro, 1 medaglia d'argento e 2 medaglie di bronzo.

## Medagliere

### Per discipline
| Sport              | Oro | Argento | Bronzo | Totale |
| ------------------ | --- | ------- | ------ | ------ |
| Lotta greco-romana | 1   | 0       | 1      | 2      |
| Lotta libera       | 1   | 0       | 0      | 1      |
| Sollevamento pesi  | 0   | 1       | 0      | 1      |
| Vela               | 0   | 0       | 1      | 1      |
| Totale             | 2   | 1       | 2      | 5      |

### Medaglie
| Medaglia | Atleta                                                                            | Sport              | Evento       |
| -------- | --------------------------------------------------------------------------------- | ------------------ | ------------ |
| Oro      | Osvald Käpp                                                                       | Lotta libera       | Pesi leggeri |
| Oro      | Voldemar Väli                                                                     | Lotta greco-romana | Pesi piuma   |
| Argento  | Arnold Luhaäär                                                                    | Sollevamento pesi  | Pesi massimi |
| Bronzo   | Albert Kusnets                                                                    | Lotta greco-romana | Pesi medi    |
| Bronzo   | Andreas Faehlmann Eberhard Vogdt Georg Faehlmann Nikolai Vekšin William von Wirén | Vela               | 6 metri      |